# Ljubomir Popović
Ljuba Popović (Tuzla, 14 ottobre 1934 – Belgrado, 12 agosto 2016) è stato un pittore serbo naturalizzato francese.

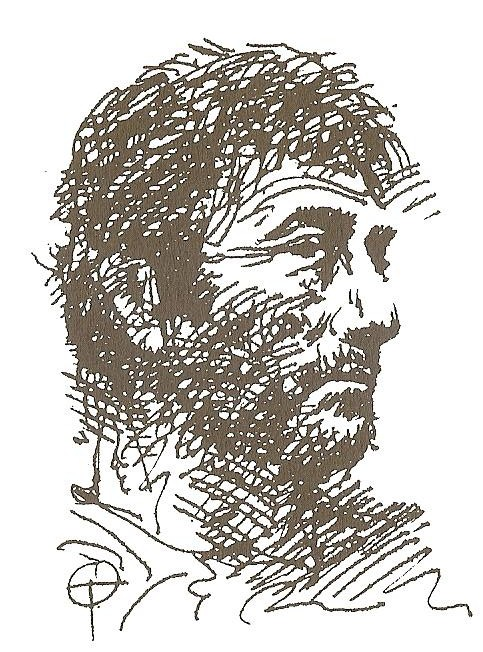
Ritratto di Ljuba, a cura dell'illustratore serbo Zoran Tucić

Celebre per i suoi numerosi soggetti erotici e anticonvenzionali ed attivo nell'ambito pittorico francese a cavallo fra gli anni 60 e 70, è uno dei maggiori esponenti dell'epoca del surrealismo fantastico. Capace di unire temi sensuali ed iconoclasti, la sua opera ha trovato ampio respiro in numerose esposizioni e biennali mondiali nella seconda metà del Novecento.

## Biografia
Nato a Tuzla, Bosnia (in quella che al tempo era l'Ex Jugoslavia), Popović studia all'Accademia delle Belle Arti di Belgrado.
Durante una visita a Parigi, rimane colpito dalla scoperta della mostra di arte surrealista del 1959 della collezione Urvater. Nel 1960 fonda il movimento “Mediala”, per esprimere i concetti di desiderio e paura. Popović giunge quindi a Parigi nel 1963, dove viene subito accolto da galleristi e surrealisti francesi. Nel suo periodo parigino difatti Ljuba è molto produttivo, ed entra in contatto con la vibrante scena artistica di quegli anni, esponendo accanto ad artisti del calibro René Magritte o Wifredo Lam. Qui, sostenuto dalla gallerista Thessa Herold, dipinge scene fantastiche piene di creature inquietanti e voluttuose, evocative dell'immaginario di Dalì secondo una recensione dello scrittore e drammaturgo André Pieyre de Mandiargues del 1970. Ispirate alla pittura rinascimentale e barocca, nonché influenzate dagli esorcismi del nonno, le opere pittoriche di Popović affrontano i demoni del più cupo pessimismo. I suoi soggetti, principalmente femminili, sono spesso rappresentati con un utilizzo di tecniche miste su tela (alternando l'utilizzo di pennelli alla stesura a mano della vernice), creando uno stile pittorico personalissimo.
Popović vive la maggior parte della sua vita a Parigi (dal 1963), recandosi solo occasionalmente in Serbia. Nel luglio 2016, mentre si trova in un ritiro estivo sulla penisola dell'Athos in Grecia, a seguito di un malore viene trasferito d'urgenza in un ospedale di Belgrado. 
Ljuba è deceduto nella notte tra l'11 e il 12 agosto 2016.

## Film

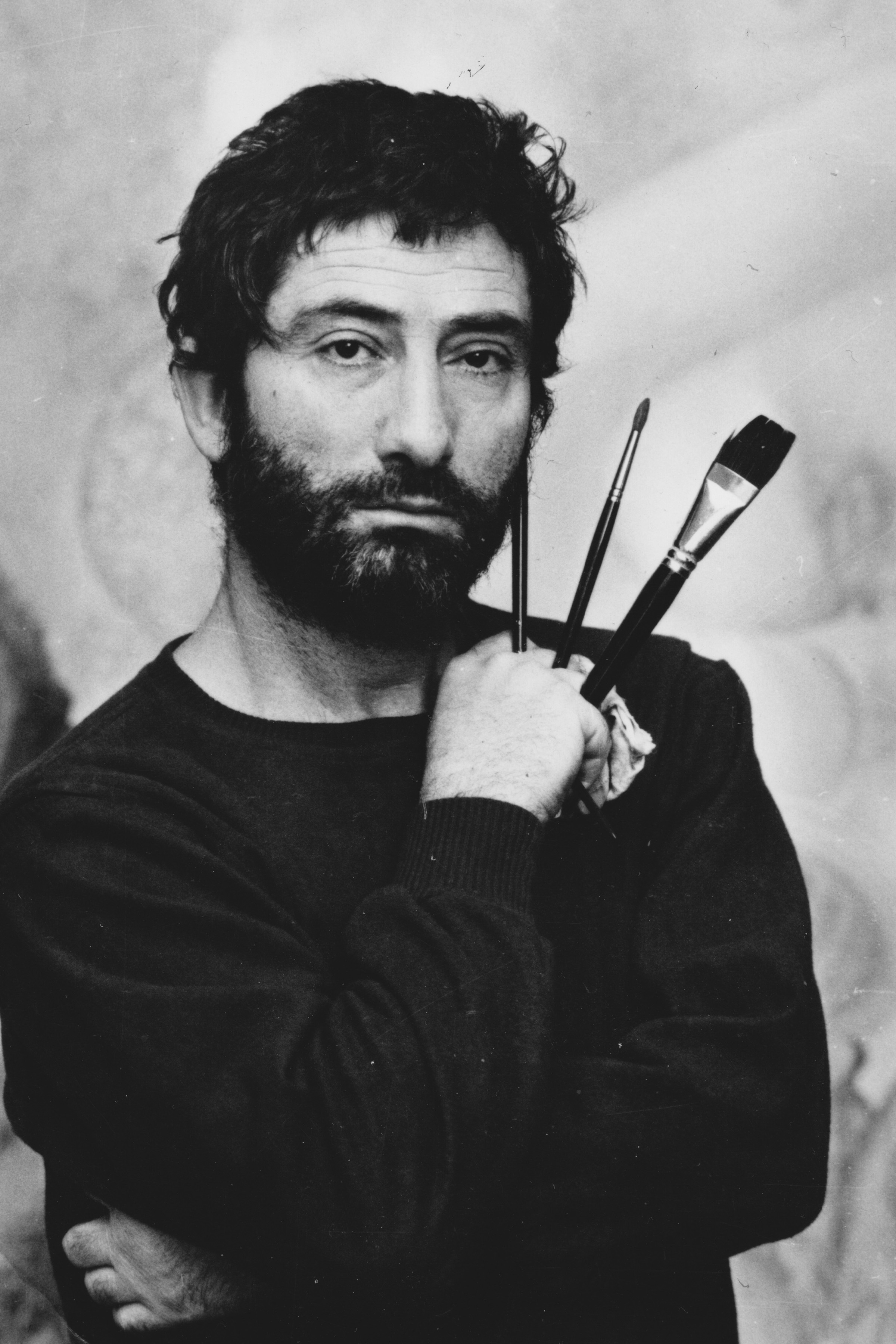
Fotografia su pellicola. Ljuba, di Vican Vicanovic

A cavallo fra il 1977 ed il 1978 Argos Films (casa produttrice di numerose pellicole d'autore, fra cui Il pianeta selvaggio) dedica un film cortometraggio sulla sua vita e produzione artistica, chiamato L'amour monstre de tous les temps, per la regia di Walerian Borowczyk.
L'opera ottiene il plauso di critica e pubblico in diversi festival di cinema.